# Beluk Raja
Beluk Raja is een bestuurslaag in het regentschap Sumenep van de provincie Oost-Java, Indonesië. Beluk Raja telt 2872 inwoners (volkstelling 2010).